# Duroniella sogdiana
Duroniella sogdiana är en insektsart som beskrevs av Leo L. Mishchenko 1949. Duroniella sogdiana ingår i släktet Duroniella och familjen gräshoppor. Inga underarter finns listade i Catalogue of Life.